# Sergelarkaden

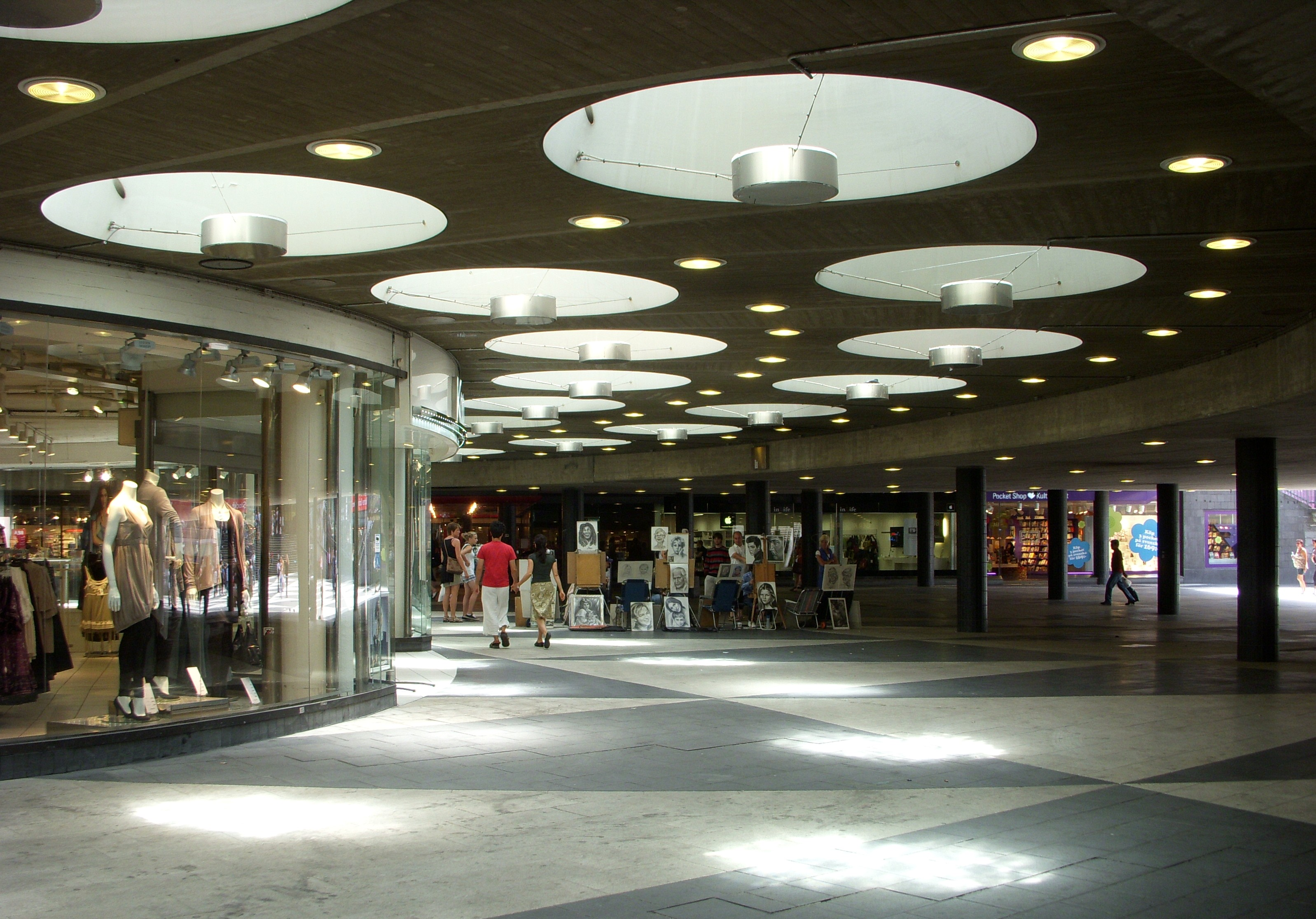
Sergelarkaden 2009.

Sergelarkaden är en del av Sergels torg i Stockholm. Arkaden avser de överdäckade områden under Sergelfontänen och undre delar av torgets cirkulationsplats. Namnet fastställdes 1961 och omfattar “gångplan under Sergels torg”.
Sergelarkaden begränsas i väst av den så kallade “Plattan”, alltså den öppna nedsänkta delen av Sergels torg och i öst av Sergelgången. Från Sergelarkaden leder rulltrappor upp till Sergelgatan. Arkaden får en indirekt dagsbelysning genom ett större antal runda ljusinsläpp som finns i Sergelfontänen. Genom dem kan man betrakta glasskulpturen Kristallvertikalaccent underifrån. 
Sedan 1972 och fram till 2002 satt  Marias enmansorkester så gott som dagligen på Sergelarkaden, spelade elorgel och sjöng kristna sånger.
Enligt ett förslag till fortsatt upprustning av Sergelområdet föreslår markkontoret i Stockholm att Sergelarkaden skall glasas in för att kunna uppfylla krav på en ljus och säker citymiljö.